# Lithobius shikokensis
Lithobius shikokensis är en mångfotingart som beskrevs av Murakami 1960. Lithobius shikokensis ingår i släktet Lithobius och familjen stenkrypare. Inga underarter finns listade i Catalogue of Life.